# درخت‌شناسی

فُرمِ برگ‌ها روشی پرکاربرد برای شناختِ درختان است.

درخت‌شناسی یا دارشناسی (یونانی باستان: δένδρον یا یونانی باستان: -λογία) به دانشِ شناخت، طبقه‌بندی و مطالعهٔ درختانِ چوبی و گیاهان (درختان، درختچه‌ها و لیاناسانان) گفته می‌شود و مرزِ عمده‌ای میانِ درخت‌شناسی و گیاهشناسی وجود ندارد اما می‌توان پژوهش و دسته‌بندیِ گیاهانِ با بافتِ چوبی را به‌طورِ اختصاصی نیز در نظر گرفت و دنبال نمود.